# Малинова, Ольга Юрьевна
О́льга Ю́рьевна Малино́ва (род. 23 сентября 1962, Москва) — российский политолог, доктор философских наук, главный научный сотрудник Института научной информации по общественным наукам РАН, профессор кафедры сравнительной политологии Московского государственного института международных отношений, профессор Высшей школы экономики, президент Российской ассоциации политической науки (РАПН) в 2008—2010 годах. Почётный президент РАПН.

## Биография
- 1979—1984 годы — студентка исторического факультета МГПИ им. В. И. Ленина, окончила ВУЗ, получив квалификацию «учитель истории и обществоведения»[2].
- 1984—1986 годы — учитель истории средней школы № 609, Зеленоград[3].
- В 1986—2003 годах — старший лаборант, ассистент, доцент и профессор на кафедре философии Московского государственного института электронной техники.
- В 1989—1990 годах проходила заочную аспирантуру на кафедре философии Московского государственного педагогического института им. В.И. Ленина[3].
- В 1990 году защитила кандидатскую диссертацию «Джон Стюарт Милль и социально-философские аспекты современного либерализма». Кандидат философских наук[2].
- Доцент (1996)[2].
- В 2000 году защитила докторскую диссертацию «Анализ концепций либерального национализма (середина XIX — начало XX века)». Доктор философских наук в  АНО ДПО "Инновационный образовательный центр повышения квалификации переподготовки «Мой университет»[2]
- С 2002 года — ведущий научный сотрудник, с 2012 года — главный научный сотрудник отдела политической науки Института научной информации по общественным наукам РАН[4].
- С 2004 года — 1-й вице-президент, и в 2004—2008 годах — председатель Правления Российской ассоциации политической науки[3].
- С 2004 года — профессор кафедры сравнительной политологии МГИМО(У) МИД России[3].
- В 2008 году избрана президентом Российской ассоциации политической науки.
- С 2010 года — почётный президент РАПН, член Правления РАПН, руководитель информационных проектов РАПН[5].
- С 2011 года — профессор Высшей школы экономики, где работает на Факультете прикладной политологии (в 2014 году реорганизован в Департамент политической науки Факультета социальных наук, в 2019 году — в Департамент политики и управления Факультета социальных наук), преподавала такие курсы, как «Технологии символической политики», «Академическое письмо», «Современная российская политика», «Актуальные проблемы современной политики» и другие[2].
- Профессор (2016)[2].

В разные годы проходила стажировки в New School for Social Research (Нью-Йорк, США), Kennan Institute of Advanced Russian Studies (Вашингтон (округ Колумбия), США), Central European University (Будапешт, Венгрия), Aleksanteri Institute (Хельсинки, Финляндия).
Является заместителем главного редактора журнала «Политическая наука», членом редколлегии журнала «Полис».

## Основные работы
Монографии
- Малинова О. Ю. Либерализм в политическом спектре России. (На примере партии «Демократический выбор России» и общественного объединения «Яблоко»). — М.: Памятники исторической мысли, 1998.
- Малинова О. Ю. Либеральный национализм (середина XIX — начало XX века). — М.: РИК Русанова, 2000.
- Малинова О. Ю. Россия и «Запад» в XX веке: трансформация дискурса о коллективной идентичности. — М.: РОССПЭН, 2009.
- Малинова О. Ю. Конструирование смыслов: Исследование символической политики в современной России. М.: ИНИОН РАН, 2013.
- Малинова О. Ю. Актуальное прошлое: символическая политика властвующей элиты и дилеммы российской идентичности. М., 2015.

Статьи
- Малинова О. Ю. Партийные идеологии в России: атрибут или антураж? // Полис. 2001. № 5. С.97-106.
- Малинова О. Ю. Либерализм и концепт нации // Полис. — 2003. — № 3. — С. 96-111.
- Малинова О. Ю. Концепт идеологии в современных политических исследованиях // Политическая наука. — М., 2003. — № 4. — С. 8-31.
- Малинова О. Ю. Образы «Запада» и модели русской идентичности в дискуссиях середины XIX в. // Космополис. — 2005, № 2 (12). — С.38-59.
- Малинова О. Ю. Национальная самобытность и прогресс: интерпретации «идеи нации» в пореформенной России // Космополис. — 2005, № 4 (14). — С. 59-83.
- Малинова О. Ю. «Политическая культура» в российском научном и публичном дискурсе // Полис. — 2006, № 5. — С. 106-128.
- Малинова О. Ю. Идеологический плюрализм и трансформация публичной сферы в постсоветской России // Полис. 2007, № 1. — С. 6-21.
- Малинова О. Ю. Конструирование идентичности: возможности и ограничения // Pro et contra. — М., 2007. — № 3 (37). С. 60-65.
- Малинова О. Ю. Тема империи в современных российских политических дискурсах // Наследие империй и будущее России / Под ред. А. И. Миллера. — М.: Фонд «Либеральная миссия»; Новое литературное обозрение, 2008. — С. 59-102.
- Малинова О. Ю. «Долгий» дискурс о национальной самобытности и оппозиция западничества и антизападничества в постсоветской России // Русский национализм: Социальный и культурный контекст / Сост. М. Ларюэль. — М.: Новое литературное обозрение, 2008. — С. 235—256.
- Малинова О. Ю. Тема России и «Запада» в риторике президента В. В. Путина: Попытка переопределения коллективной идентичности // Два президентских срока В. В. Путина: Динамика перемен / Отв. ред. и сост. Н. Ю. Лапина. — М.: ИНИОН РАН, 2008. — С.292-315.
- Малинова О. Ю. Образы России и «Запада» в дискурсе власти (2000—2007 гг.): попытки переопределения коллективной идентичности // Образ России в мире: становление, восприятие, трансформация / Отв. ред. И. С. Семененко. — М.: ИМЭМО РАН, 2008. — С. 86-106.
- Малинова О. Ю. Дискурс о России и «Западе» в 1920—1930-х годах // Космополис. 2008, № 2 (21). С. 32-53.

Редактирование
- Политическая наука. Политическая идеология в современном мире: Сб. науч. тр. / РАН ИНИОН. Ред. и сост. выпуска Малинова О. Ю. — М., 2003.
- Политическая наука: Идентичность как фактор политики и предмет политической науки: Сб. науч. тр. / РАН. ИНИОН. Ред. и сост. Малинова О. Ю. — М.: ИНИОН РАН, 2005. — 198 с. — (Полит. наука; 2005 № 3).
- Политическая наука: Исследования политической культуры: современное состояние: Сб. науч. тр. / РАН. ИНИОН. Ред. и сост. Малинова О. Ю., Глебова И. И. — М.: ИНИОН РАН, 2006. — 240 с. — (Полит. наука; 2006 № 3).
- Политическая наука: Политическая наука в российских регионах: Формирование и развитие «точек роста»: Сб. науч. тр. / РАН. ИНИОН. Ред. и сост. Малинова О. Ю., Пляйс Я. А., Смирнов В. В. — М.: ИНИОН РАН, 2007. — 198 с. — (Политическая наука / редкол. Пивоваров Ю. С. (гл. ред.) и др.; 2007 № 1).
- Политическая наука в России: проблемы, направления, школы (1990—2007) / Редкол.: О. Ю. Малинова (отв. ред.), С. В. Патрушев, Я. А. Пляйс, В. В. Смирнов. — М.: РАПН, РОССПЭН, 2008.